# Manzat
Manzat je francouzská obec v departementu Puy-de-Dôme v regionu Auvergne. V roce 2009 zde žilo 1 228 obyvatel. Je centrem kantonu Manzat.